# Ulberg
Ulberg ist eine Wüstung auf dem Gebiet der Stadt und der Gemarkung Volkach, unmittelbar östlich der Kreisstraße KT 10. Das Dorf war wohl bis ins 17. Jahrhundert besiedelt, bevor die Bewohner in die nahegelegene Stadt umsiedelten. Die Gründe hierfür sind unklar.

## Geografische Lage
Die Stelle, an der sich das Dorf befand, liegt im Süden des Volkacher Gemeindegebietes. Die Flur Ölgrund und der kleine Bach Ölberggraben erinnern an das ehemalige Dorf. Gut 800 Meter nördlich befinden sich die Mainfranken-Kaserne und der Halbmeilensee, knapp zwei Kilometer östlich liegt der Strehlhof und weiter entfernt Eichfeld. Im Süden befindet sich Dimbach. Westlich beginnt die sogenannte Weininsel. Die Stelle des ehemaligen Dorfes wird vom Bayerischen Landesamt für Denkmalpflege als Bodendenkmal eingeordnet.

## Geschichte
Der Ortsname der Siedlung verweist mit der Endung -berg auf eine Gründung im 8. oder 9. Jahrhundert. Ulberg ist damit eine späte Gründung der an den Main vorrückenden Franken, die das Dorf am sogenannten Heiligenberg errichteten. Das Präfix Ul- stammt aus dem Mittelhochdeutschen und bedeutet eine feuchte, modrige Fläche, einen Sumpf. Die Siedlung entstand also am Berg und war von einer sumpfigen Fläche umgeben.
Die erste Erwähnung des Ortes erfolgte im Jahr 1289, damals hieß das Dorf Uleberch und gehörte dem Grafen Friedrich von Castell, der Ulberg zusammen mit der jungen Stadt Volkach ausbaute. Einige Jahre später, 1295, kam Ulberg an das Kloster St. Markus in Würzburg. Wiederum wechselte das Dorf den Besitzer, als das nahe Kloster Münsterschwarzach im Auftrag des Hochstifts Würzburg die Vogtei über die Siedlung erlangte.
Am Ende des 14. Jahrhunderts wurde in Ulberg ein Casteller Zehnthof fassbar. Er wurde bereits im Jahr 1514 vom Hochstift Würzburg erworben. Für 4300 Gulden kam dann auch das Dorf 1520 an Bischof Konrad von Thüngen. Später erhielt die Stadt Volkach die Siedlung, die zu Beginn des 17. Jahrhunderts wohl schon weitgehend verlassen war. Aus dem Jahr 1611 ist noch der Name „Oelberg“ überliefert, spätestens 1624 lebten keine Bewohner mehr im Dorf Ulberg.